# Rhinogobius leavelli
Rhinogobius leavelli és una espècie de peix de la família dels gòbids i de l'ordre dels perciformes.

## Morfologia
- Els mascles poden assolir 6 cm de longitud total.[4][5]

## Hàbitat
És un peix d'aigua dolça i de clima tropical.

## Distribució geogràfica
Es troba a Àsia: Laos, el Vietnam i la Xina.

## Observacions
És inofensiu per als humans.